# IC 3748
IC 3748 је појединачна звијезда у сазвјежђу Береникина коса која се налази на листи објеката дубоког неба у Индекс каталогу.
Деклинација објекта је + 19° 25' 46" а ректасцензија 12h 45m 51,0s.